# هواریسالانا
هواریسالانا (به اسپانیایی: Huarisallana) یک کوه در پرو است که در Peru, Cusco Region واقع شده‌است. هواریسالانا ۵٬۰۰۰ متر بالاتر از سطح دریا واقع شده‌است.